# 国営飛鳥歴史公園
国営飛鳥歴史公園（こくえいあすかれきしこうえん）は、奈良県高市郡明日香村にある国営公園。
明日香村における歴史風土の保存については、昭和41年（1966年）に制定された古都保存法に基づいて約39haの区域が歴史的風土保存区域の指定を受け、所要の措置が講じられたが、村の周辺に急速な開発の波が押し寄せ延々と守り続けられた貴重な文化財や歴史的風土が失われていく状況にあった。国ではこれら貴重な歴史的遺産について、昭和45年（1970年）12月に「飛鳥地方における歴史的風土及び文化財の保存等に関する方策について」が閣議決定され、飛鳥地方の住民生活の向上と、歴史的風土及び文化的資産の保存、活用のための環境整備の一環として、昭和46年度から事業に着手し、祝戸地区1974年（昭和49年）7月 、石舞台地区1976年（昭和51年）8月、高松塚地区1990年（平成 2年）4月、甘樫丘地区平成6年（1994年）4月に開園し、4地区が全面開園した。平成13年（2001年）12月にはキトラ古墳周辺地区が新たに都市計画決定され、平成28年（2016年）9月24日、開園した。文化庁との連携で建設した極彩色壁画の保存・展示施設「キトラ古墳壁画体験館四神（しじん）の館」もオープンした。

## アクセス
- 鉄道 
  - 近鉄橿原神宮前駅より奈良交通バス利用。
  - 近鉄飛鳥駅より徒歩（7分）、または奈良交通バス利用。
- 自動車
  - 大阪から阪和自動車道・南阪奈道路・国道169号経由

## 沿革
- 1966年（昭和41年）1月13日 - ｢古都における歴史的風土の保存に関する特別措置法(｢古都保存法｣という。)公布(法律第1号)[2]。
- 1966年（昭和41年）12月15日 - 明日香村歴史的風土保存区域の指定(総理府告示第57号)[2]
- 1969年（昭和44年） 2月19日 - 歴史的風土特別保存地区(飛鳥宮跡約55ha･石舞台地区5ha)の指定を告示(建設省告示379号)[2]
- 1970年（昭和45年）12月 - 閣議決定[3]。
- 1971年（昭和46年） 5月 - 「飛鳥国営公園の整備方針について」建設大臣決定[3]
- 1971年（昭和46年） 7月 - 都市計画決定[3]
- 1974年（昭和49年）7月22日 - 祝戸地区7.4ha開園[4]。
- 1976年（昭和51年）8月30日 - 石舞台地区4.5ha開園[4]
- 1980年（昭和55年）4月1日 - 甘樫丘地区一部開園23.1ha[4]
- 1985年（昭和60年）10月23日 - 高松塚周辺地区一部開園8.5ha[4]
- 1990年（平成 2年）4月 - 高松塚周辺地区全面開園[3]
- 1994年（平成 6年）4月 - 甘樫丘地区全面開園[3]
- 2016年（平成28年）9月24日 - キトラ古墳周辺地区開園

## 施設概要

国営飛鳥歴史公園館

### 石舞台地区
- 石舞台古墳

　　石舞台地区の主要な施設。古墳は蘇我馬子の墓と伝えられている。（入場料250円）
- あすか風舞台

### 高松塚周辺地区

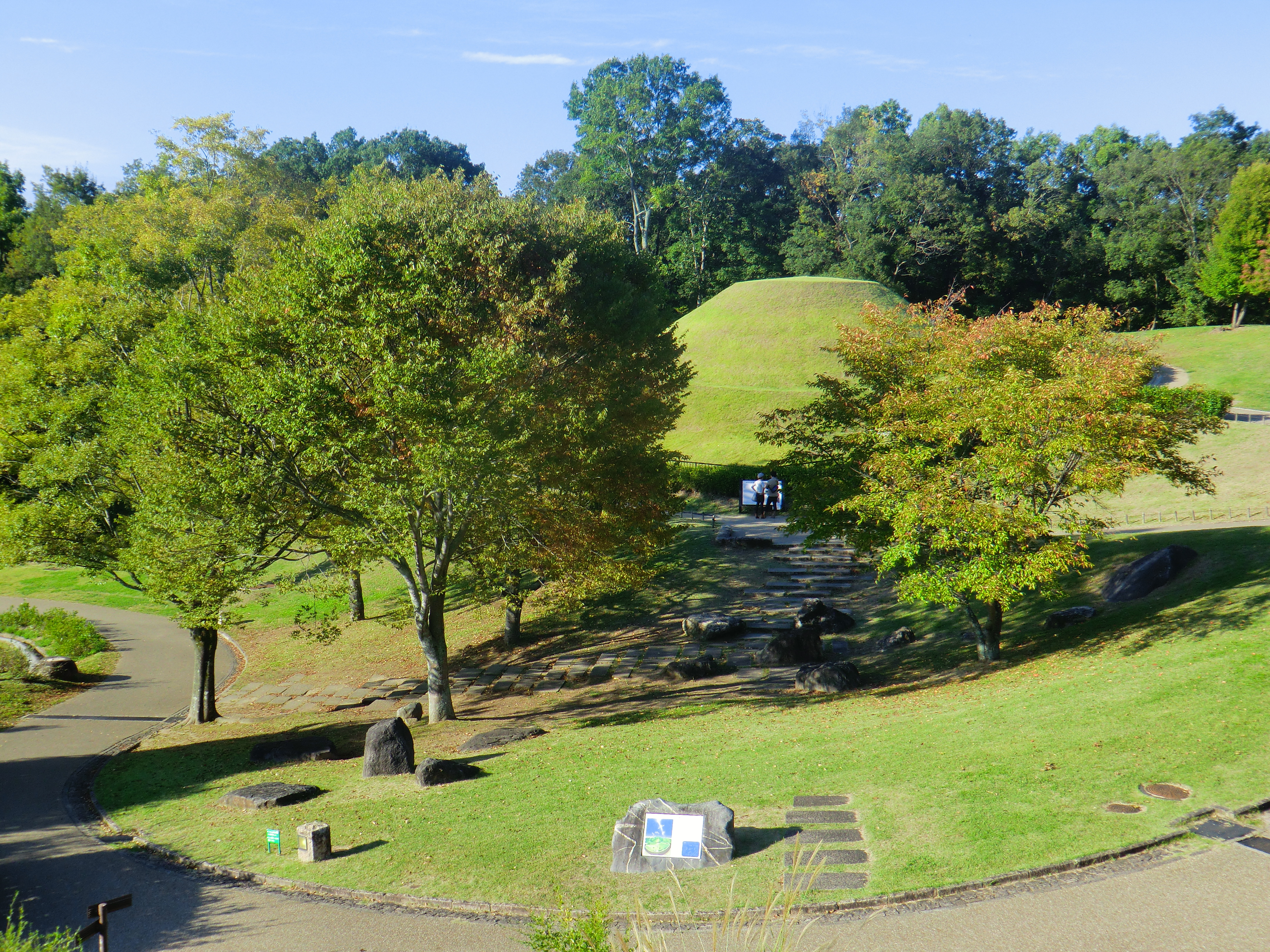
高松塚古墳

- 国営飛鳥歴史公園館

飛鳥地方の史跡や歴史を立体模型や映像を用いて紹介している飛鳥探訪の出発点となる施設。（入館無料）
- 高松塚壁画館

高松塚古墳より発見された石槨内部の模型と、永久保存が図られている高松塚古墳の出土品（模造）や壁画の模写を展示している。（入館料250円）
- 高松塚古墳

飛鳥の西南、檜隈の里の文武天皇陵近くにあり、昭和47年（1972年）に彩色壁画（国宝）が発見された古墳。
- 中尾山古墳

### 甘樫丘地区

甘樫丘展望台

- 甘樫丘展望台

標高148ｍ。展望台からは藤原京跡や大和三山、生駒山、二上山、葛城山、金剛山系の山並みを一望できる。
- 川原展望台
- 万葉の植物園路

### 祝戸地区
- 飛鳥の宿「祝戸荘」（いわいどそう）
- 西展望台
- 東展望台

### キトラ古墳周辺地区

四神の館

- キトラ古墳壁画体験館 四神の館
- キトラ古墳・古墳鑑賞広場
- 四神の広場
- 檜隈寺跡前休憩案内所
- 体験工房
- 農体験小屋・五穀の畑・キトラの田んぼ

## 主なイベント

高松塚周辺地区

- 飛鳥光の回廊

毎年9月に明日香村全域で開催され、主な会場の一つとなっている。高松塚周辺地区では「光の地上絵」（平成18年度は「四神の朱雀」、平成22年は飛鳥美人）など、イベントの目玉となる演出や催しが開催される。イベント主催は明日香村観光交流活性化事業実行委員会。
- 里山あそび広場

毎年春（ゴールデンウィーク期間）、秋のそれぞれ2～3日間開催される。春は高松塚周辺地区、秋は石舞台地区で実施され、昔懐かしい遊びや自然素材のクラフトなど、親子連れを中心に飛鳥の里山に親しめるイベントとなっている。イベントは公園ボランティア「飛鳥里山クラブ」が企画・運営を行っている。
- 国蝶オオムラサキ放蝶会・放虫会

甘樫丘地区に国蝶であるオオムラサキを増やそうと毎年6月と3月にイベントが実施されている。6月には成虫の放蝶、3月には幼虫の放虫が行われ、特に放蝶は毎年定員100名を超える人気のイベントとなっている。
- 体験プログラム

遠足や修学旅行など、団体での利用者を対象に飛鳥歴史公園オリジナルの体験プログラムを実施している。プログラムは「歴史」「クラフト」「環境教育」の3分野が用意されている。歴史プログラムでは小学生向けのパンフレット（1冊50円）を販売しているほか、クラフトプログラムでは勾玉作りなどが体験でき、環境教育プログラムでは環境がかかえる問題に気づき、考えることのできる人間を育てるプログラムをゲームなどを通し楽しく学べるよう工夫されている。
- その他

年間を通して「古都・飛鳥散歩」「里山自然教室」「里山クラフト体験」「里山しごと体験」などのイベントが実施されているほか、「夏休み企画」など時節に応じたイベントも開催されている。

## 周辺の主な史跡
- 石舞台古墳
- 高松塚古墳
- キトラ古墳
- 飛鳥寺跡
- 川原寺跡
- 酒船石遺跡
- 中尾山古墳

## 周辺の主な施設
- 奈良県立万葉文化館
- 飛鳥資料館
- 明日香村埋蔵文化財展示室
- 犬養万葉記念館